# 科赫尔河畔诺因施塔特
科赫尔河畔诺因施塔特是德国巴登-符腾堡州的一个市镇。总面积41.19平方公里，总人口9601人，其中男性4833人，女性4768人（2011年12月31日），人口密度233人/平方公里。